# Річард Робертс
Річард Джон Робертс (англ. Richard John Roberts; 6 вересня 1943,  Дербі, Англія) —  британський біохімік та  молекулярний біолог. Відкрив Інтрони еукаріотичної ДНК і механізм сплайсингу. У 1993 році разом з  Філіпом Шарпом Робертс отримав  Нобелівську премію з фізіології або медицини 1993 року «за відкриття, незалежно один від одного, переривчастої структури гену». Робертс є примітним критиком релігії та членом руху Brights.

## Біографія
Річард Джон Робертс народився 6 вересня в знаменитому англійському містечку  Дербі в сім'ї автомеханіка. Мати була домогосподаркою. Коли Робертсу виповнилося 4 роки, сім'я переїхала до містечка Бат, де він і закінчив школу. Школа була пізніше названа на його честь. У 1965 році Робертс закінчив Університет Шеффілда (Шеффілд) і вступив там же в аспірантуру. Протягом одного року він практично закінчив дисертацію по дослідженню флавоноїдів і, маючи вільний час, зацікавився молекулярною біологією. Після захисту дисертації в січні 1969 року Робертс переїхав в Гарвардський університет, де інтенсивно займався  транспортною РНК і дізнався про роботи  Даніела Натанса по  рестрикційних ферментах , що відкрили шлях до детального вивчення ДНК. У 1973 році Робертс переїхав в  лабораторію в Колд Спрінг Харбор (Нью-Йорк. Використовуючи зібрану колекцію рестриктаз, відомих раніше і виявлених в лабораторії, Робертс вивчав аденовірус-2, зокрема ділянки ініціації і закінчення прочитування в вірусній  матричній РНК. Однак, у певний момент він перемкнувся на дослідження сплайсингу РНК.
У 1992 році перейшов в біотехнологічну компанію Нью-Інгланд Біолабс, яка налагодила виробництво рестриктаз для лабораторного використання.
У 1993 році разом Робертс і Шарп отримали  Нобелівську премію з фізіології або медицини «за відкриття, незалежно один від одного, переривчастої структури гену».